# Leckerschmecker
Leckerschmecker war ein Schokoriegel der August Storck KG, der in der Bundesrepublik Deutschland und in Österreich Mitte der 1970er Jahre verkauft wurde.
Das Produkt war geflochten wie ein oben und unten geschlossener Jägerzaun, etwa 30 Zentimeter lang, 4 Zentimeter breit und 0,5 Zentimeter hoch. Unter dem Überzug aus Schokolade befand sich Karamell. Frank Schäfer beschreibt den Riegel in seinem Buch Ich bin dann mal weg: Streifzüge durch die Pop-Kultur folgendermaßen: „Der »Leckerschmecker« war ein mit Vollmilchschokolade glasiertes Weichkaramelgitter in der Größe eines 30 cm Lineals“
Verpackt waren Leckerschmecker mit weißem gewachstem Papier. Darauf waren das „Leckerschmecker“-Logo in orange und blau sowie der Schokoriegel abgedruckt. Sie kosteten 0,30 DM. Beworben wurden Leckerschmecker mit dem gesungenen Slogan „Leckerschmecker hört nie auf – lecker, lecker, lecker [2 Schluckgeräusche]“ oder „Leckerschmecker schmeckt so lecker, weil Leckerschmecker länger schmeckt“.

## Sonstiges
Jürgen Reulecke beschreibt in seinem Buch Generationalität und Lebensgeschichte im 20. Jahrhundert, dass der Schokoriegel für die Kinder der 1970er Jahre ein Symbol für diese längst vergangene Zeit ist, sodass die Zielgruppe für ein Internetforum damit angesprochen wird: „Bin ich die einzige, die sich an eine klebrige Süßigkeit namens Leckerschmecker erinnert?“

## Ähnliche Produkte

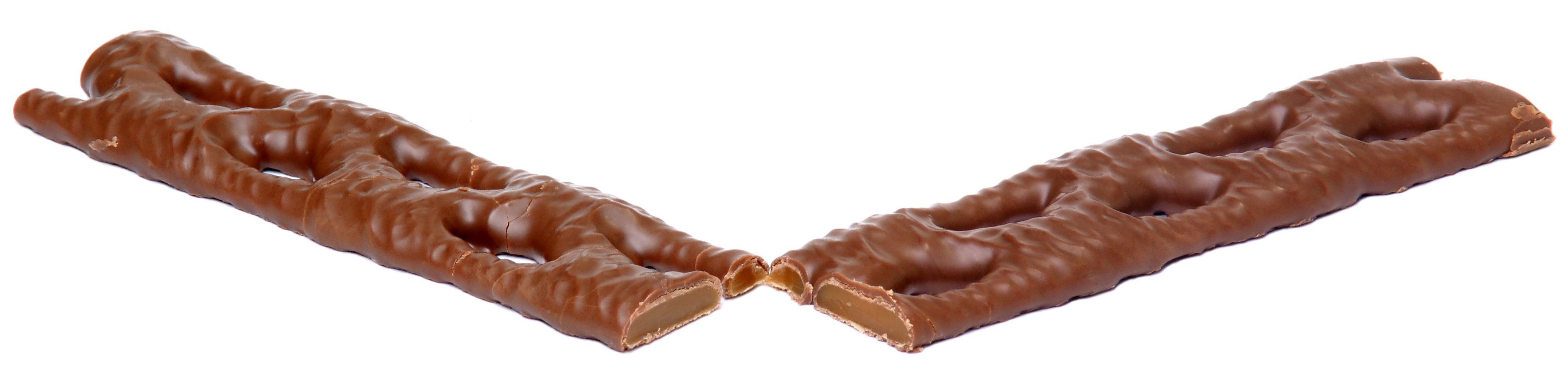
Curly Wurly-Riegel

Als Konkurrent war der nahezu identisch aufgemachte Riegel 3 Musketiers (Hersteller: Mars) zu kaufen, dieser wurde mit „Lang wie ein Degen, süß wie eine Prinzessin“ und „Komm und probiers – 3 Musketiers“ beworben und besungen. In den USA vertrieb Mars das Produkt unter dem Namen Marathon. Auch in Frankreich gab es in den 1970ern ein ähnliches Produkt namens Mousquetaire.
Ein ähnliches Produkt wurde 1971 in Großbritannien eingeführt und ist heute noch erhältlich: Curly Wurly von Cadbury. Es wird heute in Polen produziert